# عشرق
افسونگر شب، عشرق (نام علمی: Circaea lutetiana) نام یک گونه از سرده افسونگر شب است.